# مایک بوست
مایکل جوزف بوست (Michael Joseph Bost) (متولد ۳۰ دسامبر ۱۹۶۰)،‏ سیاستمدار آمریکایی است. بوست به‌عنوان عضو حزب جمهوری‌خواه، از سال ۲۰۱۵ به این‌طرف از حوزه انتخابیهٔ دوازدهم ایلینوی در مجلس نمایندگان ایالات متحده خدمت می‌کند. بوست از سال ۱۹۹۵ تا سال ۲۰۱۵، عضو مجلس نمایندگان ایلینوی به نمایندگی از حوزه انتخابیهٔ یازدهم بود. قبل از اشغال سمت انتخابی، مأمور آتش‌نشان بود.

## اوایل زندگی و حرفه
بوست با عقیده باپتیست بزرگ شد و از دبیرستان مورفیس‌بورو فارغ شد. وی در یک برنامه آکادمی آتش‌نشانی که توسط دانشگاه ایلینوی ارائه شده بود، شرکت کرد و بعدها مأمور آتش‌نشانی شد. بوست مدرک کالج را تکمیل نکرد. از سال ۱۹۷۹ تا سال ۱۹۸۲ در سپاه تفنگداران نیروی دریایی خدمت کرد.
وی مدت ده سال بازرگانی حمل و نقل خانواده خود را اداره می‌کرد. از سال ۱۹۸۹ به این‌طرف بوست و همسرش، تریسی، مالکین سالن زیبایی کاخ سفید مورفیس‌بورو هستند و آن را اداره می‌نمایند.
بوست از سال ۱۹۸۴ تا سال ۱۹۸۸ عضو هیئت شهرک جکسون، از سال ۱۹۸۹ تا سال ۱۹۹۲ خزانه‌دار شهرک مورفیس‌بورو و از سال ۱۹۹۳ تا سال ۱۹۹۵ الی انتخابش در مجلس نمایندگان ایلینوی، متولی شهرک مورفیس‌بورو بود.

## مجلس قانون‌گذاری ایالتی ایلینوی
بوست برای نخستین بار در ماه نوامبر سال ۱۹۹۴ در مجلس نمایندگان ایلینوی انتخاب شد و در نخستین کمپین خود در سال ۱۹۹۲ بازنده شد. در کمپین سال ۱۹۹۴ خود در مقابل جرالد هاوکینز، نماینده آن زمان، توسط روزنامهٔ شیکاگو تریبیون مورد حمایت قرار گرفت.
در جریان انتخابات‌های مقدماتی ریاست‌جمهوری حزب جمهوری‌خواه سال ۲۰۰۸، بوست به‌عنوان رئیس حوزهٔ انتخابیهٔ کنگره برای حوزهٔ انتخابیهٔ دوازدهم کنگره در کمپین ریاست‌جمهوری فرد تامپسون، سناتور پیشین ایالات متحده کار کرد.

### کمیته‌ها
بوست در کمیته‌های مجلس قانون‌گذاری ایالتی ذیل خدمت کرد:
- کمیتهٔ تخصیص بودجه
- کمیتهٔ زیست‌فناوری
- کمیتهٔ تحصیلات عالی
- کمیتهٔ خدمات عام‌المنفعه

## مجلس نمایندگان ایالات متحده

### انتخابات‌ها

#### سال ۲۰۱۴
بوست در انتخابات سال ۲۰۱۴ از حوزهٔ انتخابیهٔ دوازدهم کنگره ایلینوی کاندید عضویت در کنگره ایالات متحده شد. در انتخابات مقدماتی حزب جمهوری‌خواهان رقیب نداشت و در انتخابات عمومی در برابر ویلیام انیارت عضو آن زمان کنگره قرار گرفت.
منطقهٔ عمدتاً کشاورزی حوزهٔ انتخابیهٔ دوازدهم ایلینوی، از نظر تاریخی متمایل به حزب دموکرات بود اما به حزب جمهوری‌خواهان گرایش داشت و در انتخابات سال ۲۰۱۲ اوباما نامزد حزب دموکرات تنها ۲ درصد آرای این حوزه را بدست آورد. ویلیم انیارت از این‌که دانشجوی سال اول دانشگاه بود، در رقابت بر سر کرسی آسیب‌پذیر محسوب می‌شد. به علاوه، پت کوین، فرماندار دموکرات که در سال ۲۰۱۴ مجدداً کاندید شد، در منطقه از شهرت خوبی برخوردار نبود. گزارش سیاسی کوک این رقابت را «شیر یا خط» ارزیابی کرد و روزنامه نشنال ژورنال این منطقه را در جایگاه بیست و یکمین منطقهٔ درجه‌بندی کرد که به احتمال زیاد در انتخابات سال ۲۰۱۴ به حزب جمهوری‌خواه برگردد.
بوست در یک مصاحبه رادیویی گفت: برخی از دانشمندان به تغییرات اقلیمی زاده انسان باور دارند در حالی‌که سایر دانشمندان به این باور نیستند.
بوست گفت او به‌خاطری کاندید شده‌است که «دولت فدرال هر کاری را که اکنون انجام می‌دهد، از اساس خراب کرده‌است». وی گفت: قصد دارد برای افزایش شغل و اصلاحات مهاجرت مبارزه نماید. بوست در بیش از دوازده مناظره انیارت را به چالش کشید.
بورس از حمایت اتاق بازرگانی ایلینوی برخوردار بود.
بوست با کسب ۵۳ درصد آرا در مقابل ۴۲ درصد آرای انیارت و ۶ درصد آرای پائولا برادشاوِ، در انتخابات پیروز شد. وی در اصل با تسلط بر آرای مناطق حوزهٔ خارج از حومهٔ سنت لوئیس برنده شد و آرای تمامی ۱۲ شهرستان حوزهٔ انتخابیه به استثنای سه حوزه را از آن خود کرد. از کاندیداتوری موفقیت آمیزٔ بروس رانر برای سمت فرمانداری استفاده کرد؛ رانر آرای تمامی شهرستان‌های شامل حوزهٔ انتخابیه را با خود داشت.
بوست پس از انتخابش در مجلس، گفت نمی‌خواهد اقامت‌گاه دومی بدست آورد، بلکه تا زمانی‌که در واشینگتن است در دفتر خود خواب می‌کند.

#### ۲۰۱۶
بوست در انتخابات سال ۲۰۱۶ مجدداً کاندید شد. در انتخابات مقدماتی حزب جمهوری‌خواه رقیب نداشت و در انتخابات عمومی در مقابل سی.چی. باریکویک از حزب دموکرات و پائولا برداشاو، کاندید حزب سبزها قرار گرفت. بوست با کسب ۵۴ درصد آرا پیروز انتخابات عمومی ۸ نوامبر شد.
بوست توسط انجمن آموزشی ایلینوی که بزرگترین اتحادیه کارگری در ایلینوی است، حمایت شد. این اتحادیه در اعلامیهٔ پشتیبانی خود از بوست، بوست را «با سابقه قوی در حمایت از آموزش دولتی در مترو شرقی و ایلینوی جنوبی» ذکر کرد.

#### ۲۰۱۸
بوست برای انتخاب مجدد در انتخابات سال ۲۰۱۸ کاندید شد. در انتخابات مقدماتی حزب جمهوری‌خواه، با کسب ۸۳٫۵ درصد آرا، پرستون نیلسون رقیب را شکست داد. در انتخابات عمومی، با کسب ۵۱٫۸ درصد آرا در مقابل ۴۵٫۲ درصد آرای برندان کلی، نامزد حزب دموکرات وی را شکست داد. رندل اکسیر، کاندید حزب سبزها ۳ درصد آرا را بدست آورد.

### دورهٔ تصدی
بوست در ۶ ژانویه سال ۲۰۱۵ سوگند وفاداری یاد کرد.